# Ігнасіо Кальдерон
Ігнасіо Кальдерон (ісп. Ignacio Francisco Calderón González, нар. 13 грудня 1943, Гвадалахара) — мексиканський футболіст, воротар.
Насамперед відомий виступами за клуб «Гвадалахара» та національну збірну Мексики.
9-е місце у рейтингу IFFHS «Найкращі воротарі Центральної і Північної Америки XX сторіччя». 

## Клубна кар'єра
У дорослому футболі дебютував 1963 року виступами за команду клубу «Гвадалахара», в якій провів одинадцять сезонів.
Протягом 1974—1979 років захищав кольори команди клубу «Леонес Негрос». В 1978 році, разом з командою, здобув кубок чемпіонів КОНКАКАФ.
Завершив професійну ігрову кар'єру у клубі «Атлас», за команду якого виступав протягом 1979—1980 років.

## Виступи за збірну
1965 року дебютував в офіційних матчах у складі національної збірної Мексики. Протягом кар'єри у національній команді, за десять років, провів 60 матчів.
У складі збірної був учасником чемпіонатів світу 1966 року в Англії та 1970 року у Мексиці.

## Титули і досягнення
- Володар кубка чемпіонів КОНКАКАФ (1): 1978
- Чемпіон Мексики (3): 1964, 1965, 1970
- Володар кубка Мексики (2): 1963, 1970
- Володар суперкубка Мексики (3): 1964, 1965, 1970
- Переможець Чемпіонату націй КОНКАКАФ: 1965